# حارة محرز (صنعاء)

تعديل مصدري - تعديل

محرز هي إحدى حارات حي القابل بمدينة الروضة شمال العاصمة اليمنية "صنعاء"، بلغ تعداد سكانها 649 نسمة حسب تعداد اليمن لعام 2004.